# Station Bording
Station Bording is een station in Bording in de Deense gemeente Ikast-Brande. Het station ligt aan de lijn tussen Skjern en Skanderborg. Het stationsgebouw uit 1877 is nog aanwezig. 
Volgens de dienstregeling 2015 rijdt op werkdagen ieder uur een trein richting Skanderborg - Aarhus en in de richting Herning en Skjern. 